# When Billie Met Lisa
When Billie Met Lisa é um curta-metragem de animação estadunidense baseado na série de televisão Os Simpsons, produzido pela Gracie Films e 20th Television Animation, estreando no serviço de streaming Disney+. É o sexto curta-metragem da franquia Os Simpsons e o quarto curta promocional produzido para o Disney+. Foi dirigido por David Silverman, como os curtas anteriores, e lançado em 22 de abril de 2022.

## Enredo
Quando Lisa está praticando saxofone, irritando o resto da família, ela é descoberta pelos artistas Billie Eilish e Finneas enquanto procuram um lugar tranquilo. Billie então convida Lisa para seu estúdio para uma jam session especial. Eles gravam uma variação do The Simpsons Theme.

## Lançamento
When Billie Met Lisa foi lançado no Disney+ em 22 de abril de 2022.

## Elenco
- Nancy Cartwright é Bart Simpson e Maggie Simpson
- Yeardley Smith é Lisa Simpson
- Billie Eilish é si mesma
- Finneas O'Connell é si mesmo
- Chris Edgerly e Sunkrish Bala são os membros da banda

## Produção
O produtor James L. Brooks teve a ideia de fazer um filme com Billie Eilish durante uma conversa com Al Jean. Eles trabalharam com o Disney+ para organizá-lo, pois já haviam colaborado com Eilish em Happier Than Ever: A Love Letter to Los Angeles.

## Recepção
Rich Knight, do Cinema Blend, classificou When Billie Met Lisa em quarto lugar no top dos curtas dos Simpsons; elogiou o humor do curta-metragem e elogiou as referências à Billie Eilish e seu trabalho. Paul Bradshaw, do NME, achou agradável que o curta-metragem fornece piadas centradas em Eilish e O'Connell, elogiou o novo disco de The Simpsons Theme e elogiou os créditos finais por seu humor. Mike Celestino, do LaughingPlace.com, deu uma crítica positiva, escrevendo: "No geral, 'When Billie Met Lisa é uma diversão divertida que certamente encantará os fãs de Os Simpsons e de Eilish, embora algumas das piadas caiam plano aqui e ali, e como os outros curtas mencionados acima, passa muito rapidamente."
John Schwarz, do Bubbleblabber, deu a When Billie Met Lisa nota oito de dez, afirmando "algumas piadas sólidas antes do clímax fazem deste um delicioso lanche, embora eu espere que Billie volte no futuro, pois parece que o departamento de piadas teve um monte de diversão com ela que eu acho que pode ser mais completa em 22 minutos."
Stacey Henley, do TheGamer, elogiou o humor de When Billie Met Lisa em suas piadas, reconheceu as referências de Eilish e seu trabalho, mas afirmou que o curta-metragem deveria ter fornecido uma história completa e mais tempo de tela para Eilish e O'Connell. Jeremy Brown, do What'sOnDisneyPlus.com, deu ao curta duas de cinco estrelas, escrevendo: "Não tenho certeza de qual era o objetivo disso além de colocar Billie Eilish em um curta de Os Simpsons. É tudo tecnicamente bem feito . A animação é linda. A dublagem é maravilhosa. Objetivamente, não há nada de errado com isso, mas, subjetivamente, ainda não entendo por que precisava ser feito."